# Irenicodes
Irenicodes is een geslacht van vlinders van de familie grasmineermotten (Elachistidae).

## Soorten
- I. eurychora Meyrick, 1919
- I. galatheae (Viette, 1954)
- I. holdgatei (Bradley, 1965)
- I. hookeri Dugdale, 1971
- I. pumila Dugdale, 1971